# Gregorio Jover
Gregorio Jover Cortés (Teruel, 25 de octubre de 1891-México, 22 de marzo de 1964) fue un conocido anarcosindicalista español y militante de la CNT durante el primer tercio del siglo XX. Durante la guerra civil española estuvo al frente de varias unidades del Ejército republicano.

## Biografía
Carpintero de profesión, hizo el servicio militar en Barcelona, donde más tarde entraría en contacto con el movimiento obrero anarcosindicalista. Se acabó afiliando a la Confederación Nacional del Trabajo (CNT). Fue amigo personal de Buenaventura Durruti, Francisco Ascaso y otros conocidos anarquistas de la época. Fue a comienzos de los años 1920 cuando se unió al grupo anarcosindicalista «Los Solidarios» junto a Durruti, Ascaso, Juan García Oliver o Miguel García Vivancos.
Posteriormente formaría parte del grupo «Nosotros». Junto a Durruti participó en la organización de un atentado contra el presidente del gobierno Eduardo Dato, aunque Jover no participaría en el atentado del 8 de marzo de 1921 que supuso la muerte de Dato. A comienzos de la década de 1920 se enfrentó en numerosas ocasiones con los pistoleros de los Sindicatos Libres. Tras el comienzo de la dictadura de Miguel Primo de Rivera, Jover marchó al exilio en Francia (1924) junto a otros anarcosindicalistas. Allí trabajó en una fábrica de colchones y rechazó la oferta para convertirse en capataz de la factoría. En 1926 pasó a América Latina junto a Durruti y otros anarquistas, instalándose en Montevideo. En 1927, otra vez en Francia, participó en la organización de un atentado contra el rey Alfonso XIII durante la visita de éste a Francia.
Con la llegada de la Segunda República regresó a España y continuó luchando en el movimiento libertario barcelonés, participando en numerosos actos, huelgas y mítines. En estos años se integró en el sector «faísta» (próximo a la FAI) de la CNT.
Después del estallido de la guerra civil española en julio de 1936, rápidamente se integró en las milicias confederales y pasó a liderar la columna «Ascaso» en su avance desde Barcelona hasta el Frente de Aragón, participando además en la política de los pueblos cercanos a este, donde pudieron organizar en la práctica sus ideas libertarias. La Columna de Jover junto a otras milicias se dirigieron hacia Huesca, estableciendo posiciones alrededor de la ciudad mientras la sitiaban. A partir de 1937 pasó a dirigir la 28.ª División tras la militarización de las milicias decretada por el gobierno republicano. En mayo de 1938 fue ascendido al rango de teniente coronel. Desde la primavera de aquel año estaba al mando del X Cuerpo de Ejército, combatiendo en el Frente del Segre hasta la caída de Cataluña en enero de 1939.
Tras finalizar la guerra se exilió a México, donde falleció en 1964.